# Карнозавры
Не следует путать с карнотаврами — плотоядными динозаврами из семейства абелизаврид.
Карноза́вры (лат. Carnosauria) — обширная клада плотоядных динозавров, возникшая в юрском периоде и вымершая в меловом. Хотя первоначально к ней относили всех гигантских тероподов, не состоявших в близком родстве, в дальнейшем группа была переопределена так, чтобы она включала только аллозавроидов и их ближайших родственников. Начиная с 1990-х годов, учёные обнаружили ископаемые остатки некоторых очень крупных карнозавров-кархародонтозавридов, таких как гиганотозавр и тираннотитан, являющихся одними из самых крупных известных хищных динозавров.
Отличительными особенностями карнозавров являются большие глазницы, длинный узкий череп и модификации задних конечностей и таза, такие как бедренная кость, обладающая более длинными размерами, чем большеберцовая кость.
Первые карнозавры появились в тоарском веке ранней юры, около 176 млн лет назад. Последние известные карнозавры, определённо относящиеся именно к этой группе, кархародонтозавриды, вымерли в туронском веке. Существуют сообщения об ископаемых остатках кархародонтозаврид из отложений кампанского и маастрихтского ярусов, но те, возможно, являются ошибочно идентифицированными фоссилиями абелизаврид, к карнозаврам не относящихся. Ископаемые остатки, вероятно принадлежащие кархародонтозавриду, были найдены в позднемаастрихтских отложениях Бразилии, датированных возрастом приблизительно в 70—66 млн лет.

## Описание
Среди карнозавров встречались и огромные динозавры, такие, как гиганотозавр, и сравнительно небольшие хищники (например, газозавр). У них был массивный высокий череп, огромные челюсти с острыми загнутыми назад кинжаловидными зубами, чтобы хватать и разрывать добычу. Такие зубы были специально предназначены  для нападения на крупных, в основном растительноядных динозавров. Задние конечности у карнозавров были очень длинные и мощные. Хорошо развитые, они вместе с хвостом служили надежной опорой для тела. Что касается передних конечностей, то они были очень маленькими, даже миниатюрными. На них было по 3 полных пальца.

## Систематика
В данном инфраотряде представлено несколько промежуточных таксонов:
- Аллозавроиды — надсемейство крупных динозавров, живших около 168—70 миллионов лет назад, в которое входит большая часть представителей инфраотряда, за исключение более примитивных форм. Одним из самых ранних представителей является Poekilopleuron.

- Carcharodontosauria — группа хищных динозавров, входящих в надсемейство аллозавроиды. Состоит из средних и крупных рептилий, живших в меловом периоде на территории Африки, Южной Америки, Австралии и Азии. Считается, что представители данной группы появились около 130 миллионов лет назад, но самый старый известных представитель данной группы происходит из позднего Barremian. Последним представителем группы считается Orkoraptor, живший в маастрихте.

### Классификация
Без ранга Avetheropoda = Neotetanurae
- Инфраотряд Карнозавры (Carnosauria)
  - Род Erectopus
  - Род Fukuiraptor
  -  ? Род Megaraptor
  - Род Monolophosaurus
  - Род Siamotyrannus
  - Надсемейство Аллозавроиды (Allosauroideа)
    -  ? Род Becklespinax
    - Род Poekilopleuron
    - Семейство Аллозавриды (Allosauridae)
    - Семейство Кархародонтозавриды (Carcharodontosauridae)
    - Семейство Неовенаториды (Neovenatoridae)
    - Семейство Синрапториды (Sinraptoridae)

### Кладограмма
Кладограмма представлена Бенсоном, Каррано и Бруссате в 2010 году:
|                     | Allosaurus                                                               |
|                     |                                                                          |
| Carcharodontosauria | \| \| Carcharodontosauridae \| \| \| \| \| \| Neovenatoridae \| \| \| \| |
|                     | \| \| Carcharodontosauridae \| \| \| \| \| \| Neovenatoridae \| \| \| \| |
|                     | Carcharodontosauridae                                                    |
|                     |                                                                          |
|                     | Neovenatoridae                                                           |
|                     |                                                                          |

|  | Carcharodontosauridae |
|  |                       |
|  | Neovenatoridae        |
|  |                       |

|                     | Allosaurus                                                               |
|                     |                                                                          |
| Carcharodontosauria | \| \| Carcharodontosauridae \| \| \| \| \| \| Neovenatoridae \| \| \| \| |
|                     | \| \| Carcharodontosauridae \| \| \| \| \| \| Neovenatoridae \| \| \| \| |
|                     | Carcharodontosauridae                                                    |
|                     |                                                                          |
|                     | Neovenatoridae                                                           |
|                     |                                                                          |

|  | Carcharodontosauridae |
|  |                       |
|  | Neovenatoridae        |
|  |                       |